# يوشيهيسا ماتسوشيما
يوشيهيسا ماتسوشيما (باليابانية: 松島 芳久) (مواليد 16 نوفمبر 1967) هو لاعب كرة قدم سابق كان يلعب مدافعًا.